# フランシスコ・マヌエル・ブランコ

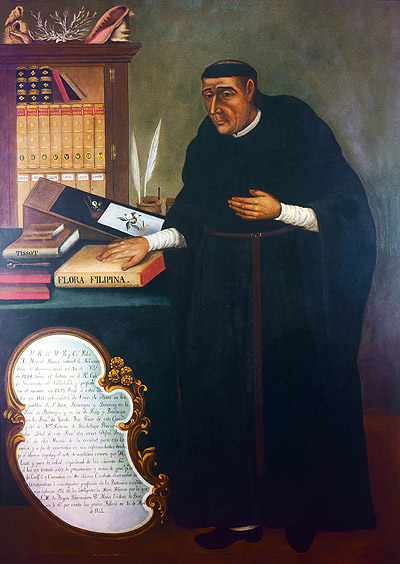
フランシスコ・マヌエル・ブランコ

フランシスコ・マヌエル・ブランコ（Francisco Manuel Blanco、1778年 - 1845年）はスペインの修道士、植物学者である。フィリピンで伝道を行い、フィリピンの植物についての著書で知られる。

## 生涯
レオン地方（今日のカスティーリャ・イ・レオン州）のナビアーノス・デ・アルバ（自治体オルミージョス・デ・カストロ内の集落）で生まれた。聖アウグスティヌス修道院の修道士であった。フィリピン、ルソン島のブラカン州のAngatに赴任し、その後フィリピン各地で伝道した。最終的にはマニラで修道士の代表となった。マニラで没した。
ブランコは最初のフィリピンの植物の包括的な著作『フィリピンの植物』（Flora de Filipinas. Según el sistema de Linneo）を著した。1837年と1845年に刊行された最初の2版は図版がつけられなかったが、Celestine Fernandez Villar (1838-1907)らによって、フィリピンの植物画家、レジノ・ガルシア（Regino Garcia）らが描いた図版をつけられた版がブランコの死後の1877年から1883年にかけて出版された。
カール・ルートヴィヒ・ブルームによって、ハエモドルム科の種、Blancoaに献名された。